# Keller frères
Pour les articles homonymes, voir Keller.
Keller frères  est un établissement de banque de La Comédie humaine d’Honoré de Balzac, composé des trois frères Keller qui appartiennent à la catégorie des « loups-cerviers »  de la haute banque, à l'instar de Frédéric de Nucingen.

## Chronologie de Keller frères dansLa Comédie humaine
- Vers 1819, dans Les Petits Bourgeois, leur fortune s'est faite presque en même temps et selon les mêmes méthodes que le baron de Nucingen. Ils sont alliés au comte Malin de Gondreville dans Le Cabinet des Antiques.  Ferdinand du Tillet les qualifie « d'égorgeurs du commerce » dans César Birotteau. Cependant ils perdent beaucoup d'argent lors de la troisième liquidation de Nucingen.
- En 1823, Victurnien d'Esgrignon, qui leur doit déjà deux cent mille francs, leur présente un faux mandat pour trois cent mille francs qu'ils acceptent.
- En 1833, dans Le Député d'Arcis, les bourgeois qui votent habituellement pour François Keller rechignent à voter pour son fils, Charles Keller, qui mourra peu après.

Les Keller sont des personnages « de fond » de La Comédie humaine en matière de finance. On  retrouve l'établissement Keller frères dans un très grand nombre de romans dès qu'il est question de spéculation ou d'argent :
- L'Envers de l'histoire contemporaine
- Modeste Mignon
- Le Cousin Pons
- Pierrette
- Illusions perdues
- La Maison Nucingen
- Splendeurs et misères des courtisanes
- La Duchesse de Langeais